# Aldo Majunke
Aldo Majunke (* 3. Oktober 1975) ist ein ehemaliger deutscher Fußballspieler.

## Sportlicher Werdegang
Über die Jugendmannschaften des F.C. Hansa Rostock gelangte Majunke ab 1993 in den Kader der zweiten Mannschaft der Hanseaten, die in der Saison 1993/94 aus der drittklassigen NOFV-Oberliga in die Landesliga Mecklenburg-Vorpommern abstieg. Dabei hatte sich Majunke mit guten Leistungen in der Oberliga auch für Einsätze in der ersten Mannschaft Rostocks empfehlen können, woraufhin er am 20. März 1994 erstmals in der 2. Bundesliga eingesetzt wurde und in der Saison 1993/94 auf insgesamt sechs Einsätze in dieser Spielklasse kam. In der Zweitliga-Saison 1994/95, in der Hansa der Aufstieg in die Bundesliga gelang, wurde Majunke noch in einem Spiel eingesetzt und lief ansonsten für Rostocks zweite Mannschaft in der Landesliga auf.
1995 wechselte Majunke zum Parchimer FC, für den mit Juri Schlünz, Thomas Lässig, Volker Röhrich, Thomas Reif und Gernot Alms bereits weitere ehemalige Hansa-Spieler in der mittlerweile viertklassigen Oberliga aufliefen. 1995/96 gehörte Majunke daraufhin zu den Leistungsträgern der Parchimer und erzielte in 28 Partien acht Tore. In der Folgesaison erzielte Majunke weitere zwei Tore in 13 Einsätzen für Parchim, bevor er 1997 zum F.C. Hansa Rostock zurückkehrte und mit dessen zweiter Mannschaft 1997/98 aus der Regionalliga abstieg. Nach einem Tor in 35 Einsätzen für Hansas Zweite in der Oberliga verließ Majunke den Verein erneut zur Saison 2000/01, in der er sich dem Oberliga-Konkurrenten FC Anker Wismar anschloss. Nach nur einer Saison in Wismar, in der er drei Tore in 14 Spielen erzielt hatte, wechselte Majunke weiter zum Oberligisten FC Eintracht Schwerin, für den er lediglich zwei Einsätze binnen zwei Saisons bestritt.
2003 wechselte Majunke zum unterklassigen Kölner Verein SC Borussia Hohenlind, der ab der Saison 2008/2009 in der Landesliga Mittelrhein spielte. Im Sommer 2013 hängte er dort die Fußballschuhe an den Nagel.